# Sitges

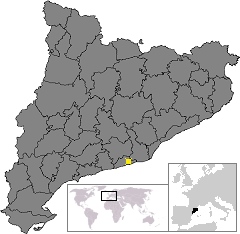

Sitges (pronunție catalană: [ˈsidʒəs]) este un oraș situat la aproximativ 35 de kilometri sud-vest de Barcelona, în Catalonia, recunoscut mai ales pentru Festivalul de Film de la Sitges și Carnaval. Situat între Masivul Garraf și mare, este cunoscut pentru plajele sale, viața de noapte și siturile istorice. 
În timp ce rădăcinile reputației artistice a orașului datează din a doua jumătate a secolului al XIX-lea, când pictorul catalan Santiago Rusiñol și-a stabilit aici reședința de vară, orașul a devenit centrul mișcării contra-culturale din Spania în anii 1960, în Spania franchistă, și a început să fie cunoscut drept "Ibiza în miniatură".
Astăzi, economia orașului Sitges se bazează îndeosebi pe turism și cultură, cu o capacitate de cazare în hoteluri de mai mult de 4.500 de locuri, jumătate în hoteluri de 4 stele. 
Aproape 35% din cei aproximativ 26.000 de rezidenți permanenți sunt din Olanda, Marea Britanie, Franța și țările scandinave, copiii lor urmând școlile internaționale din zonă. Sitges are și 17 plaje și a găzduit de asemenea conferința anuală Bilderberg ținută în iunie 2010.
Sitges a mai fost numit și Saint-Tropez-ul Spaniei, prețul proprietăților fiind apropiat cu cele ale celor mai scumpe orașe europene, și aceasta datorită poziționării sale geografice lângă mare și lângă Parcul Natural del Garraf. Un mare avantaj este și distanța mică până la aeroportul El Prat Barcelona.

## Personalități născute aici
- Joaquim Espalter (1809 - 1880), pictor.